# Sauroplites
Sauroplites là một chi khủng long, được Bohlin mô tả khoa học năm 1953.